# Ligne Sotobō
La ligne Sotobō (外房線, Sotobō-sen) est une ligne ferroviaire du réseau East Japan Railway Company (JR East) dans la préfecture de Chiba au Japon. Elle relie la gare de Chiba à celle d'Awa-Kamogawa, sur la côte Pacifique de la péninsule de Bōsō.

## Histoire
Le chemin de fer de Bōsō mis en service la ligne entre Chiba - Oami en 1896, qu'il prolongea à Kazusa-Ichinomiya en 1887 et à Ōhara en 1899. La compagnie fut nationalisée en 1907. La ligne fut ensuite prolongée à Katsuura en 1913, à Kazusa-Okitsu en 1927, et à Awa-Kamogawa en 1929, son terminus actuel.

## Caractéristiques

### Ligne
- Longueur : 93,3 km
- Écartement : 1 067 mm
- Alimentation : 1 500 Vcc par caténaire
- Nombre de voies :
  - Double voie de Chiba à Kazusa-Ichinomiya, de Torami à Musashi-Ranzan et de Chōjamachi à Katsuura
  - Voie unique sur le reste de la ligne

### Tracé
|  |

### Services et interconnexions
À Chiba, la ligne est interconnectée avec la ligne Sōbu.
À Soga, la ligne est interconnectée avec la ligne Keiyō, ce qui permet des services express Wakashio depuis la gare de Tokyo.
À Awa-Kamogawa, certains trains continuent sur la ligne Uchibō jusqu'à Kisarazu.

### Liste des gares
| Gare              | Nom japonais   | Distance depuis Chiba (km) | Correspondances                                                                   | Localisation  | Localisation        |
| ----------------- | -------------- | -------------------------- | --------------------------------------------------------------------------------- | ------------- | ------------------- |
| Chiba             | 千葉           | 0                          | JR East : Sōbu (interconnexion) Keisei : Chiba (à Keisei Chiba) Monorail de Chiba | Chiba         | Préfecture de Chiba |
| Hon-Chiba         | 本千葉         | 1,4                        |                                                                                   | Chiba         | Préfecture de Chiba |
| Soga              | 蘇我           | 3,8                        | JR East : Keiyō (interconnexion), Uchibō (interconnexion)                         | Chiba         | Préfecture de Chiba |
| Kamatori          | 鎌取           | 8,8                        |                                                                                   | Chiba         | Préfecture de Chiba |
| Honda             | 誉田           | 12,6                       |                                                                                   | Chiba         | Préfecture de Chiba |
| Toke              | 土気           | 18,1                       |                                                                                   | Chiba         | Préfecture de Chiba |
| Ōami              | 大網           | 22,9                       | JR East : Tōgane (interconnexion)                                                 | Ōamishirasato | Préfecture de Chiba |
| Nagata (ja)       | 永田           | 25,3                       |                                                                                   | Ōamishirasato | Préfecture de Chiba |
| Honnō             | 本納           | 27,7                       |                                                                                   | Mobara        | Préfecture de Chiba |
| Shin-Mobara       | 新茂原         | 31,4                       |                                                                                   | Mobara        | Préfecture de Chiba |
| Mobara            | 茂原           | 34,3                       |                                                                                   | Mobara        | Préfecture de Chiba |
| Yatsumi           | 八積           | 38,9                       |                                                                                   | Chōsei        | Préfecture de Chiba |
| Kazusa-Ichinomiya | 上総一ノ宮     | 43,0                       |                                                                                   | Ichinomiya    | Préfecture de Chiba |
| Torami            | 東浪見         | 46,2                       |                                                                                   | Ichinomiya    | Préfecture de Chiba |
| Taitō             | 太東           | 49,3                       |                                                                                   | Isumi         | Préfecture de Chiba |
| Chōjamachi        | 長者町         | 52,1                       |                                                                                   | Isumi         | Préfecture de Chiba |
| Mikado            | 三門           | 53,7                       |                                                                                   | Isumi         | Préfecture de Chiba |
| Ōhara             | 大原           | 57,2                       | Isumi Railway : Isumi                                                             | Isumi         | Préfecture de Chiba |
| Namihana          | 浪花           | 60,5                       |                                                                                   | Isumi         | Préfecture de Chiba |
| Onjuku            | 御宿           | 65,4                       |                                                                                   | Onjuku        | Préfecture de Chiba |
| Katsuura          | 勝浦           | 70,9                       |                                                                                   | Katsuura      | Préfecture de Chiba |
| Ubara             | 鵜原           | 74,5                       |                                                                                   | Katsuura      | Préfecture de Chiba |
| Kazusa-Okitsu     | 上総興津       | 77,2                       |                                                                                   | Katsuura      | Préfecture de Chiba |
| Namegawa-Island   | 行川アイランド | 80,5                       |                                                                                   | Katsuura      | Préfecture de Chiba |
| Awa-Kominato      | 安房小湊       | 84,3                       |                                                                                   | Kamogawa      | Préfecture de Chiba |
| Awa-Amatsu        | 安房天津       | 87,7                       |                                                                                   | Kamogawa      | Préfecture de Chiba |
| Awa-Kamogawa      | 安房鴨川       | 93,3                       | JR East : Uchibō (interconnexion)                                                 | Kamogawa      | Préfecture de Chiba |

## Matériel roulant

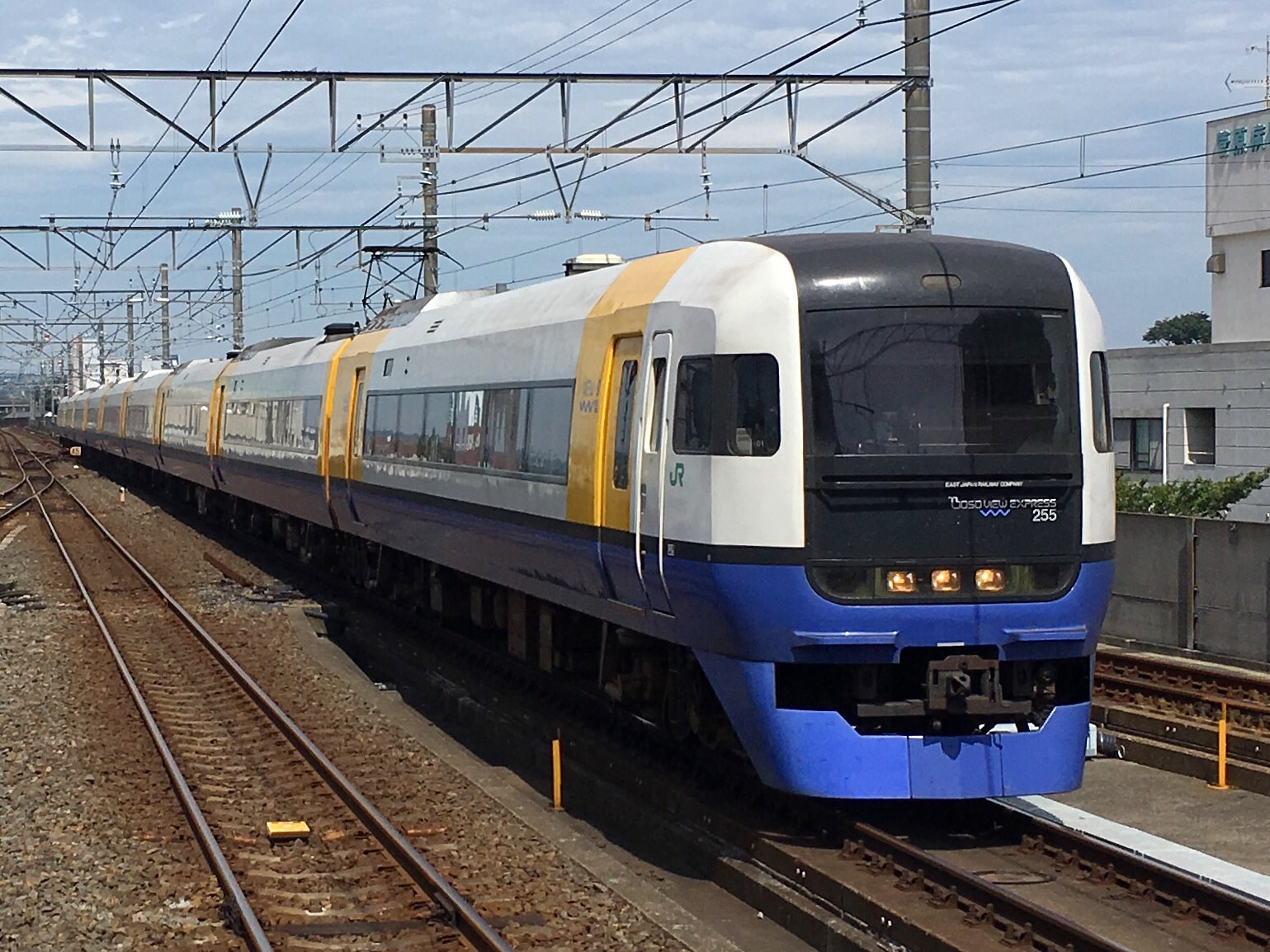
Série 255 (services Wakashio)
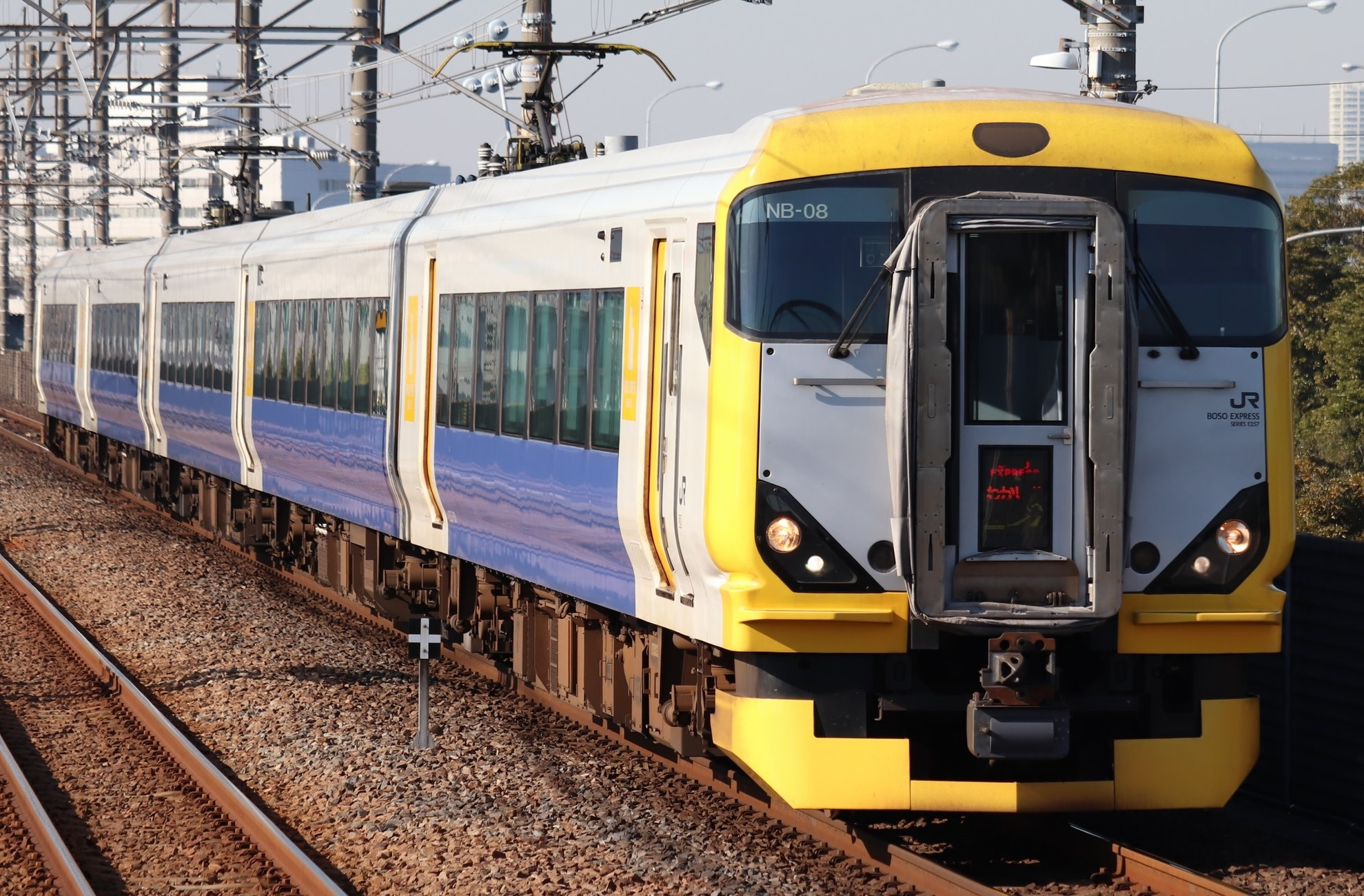
Série E257-500 (services Wakashio)
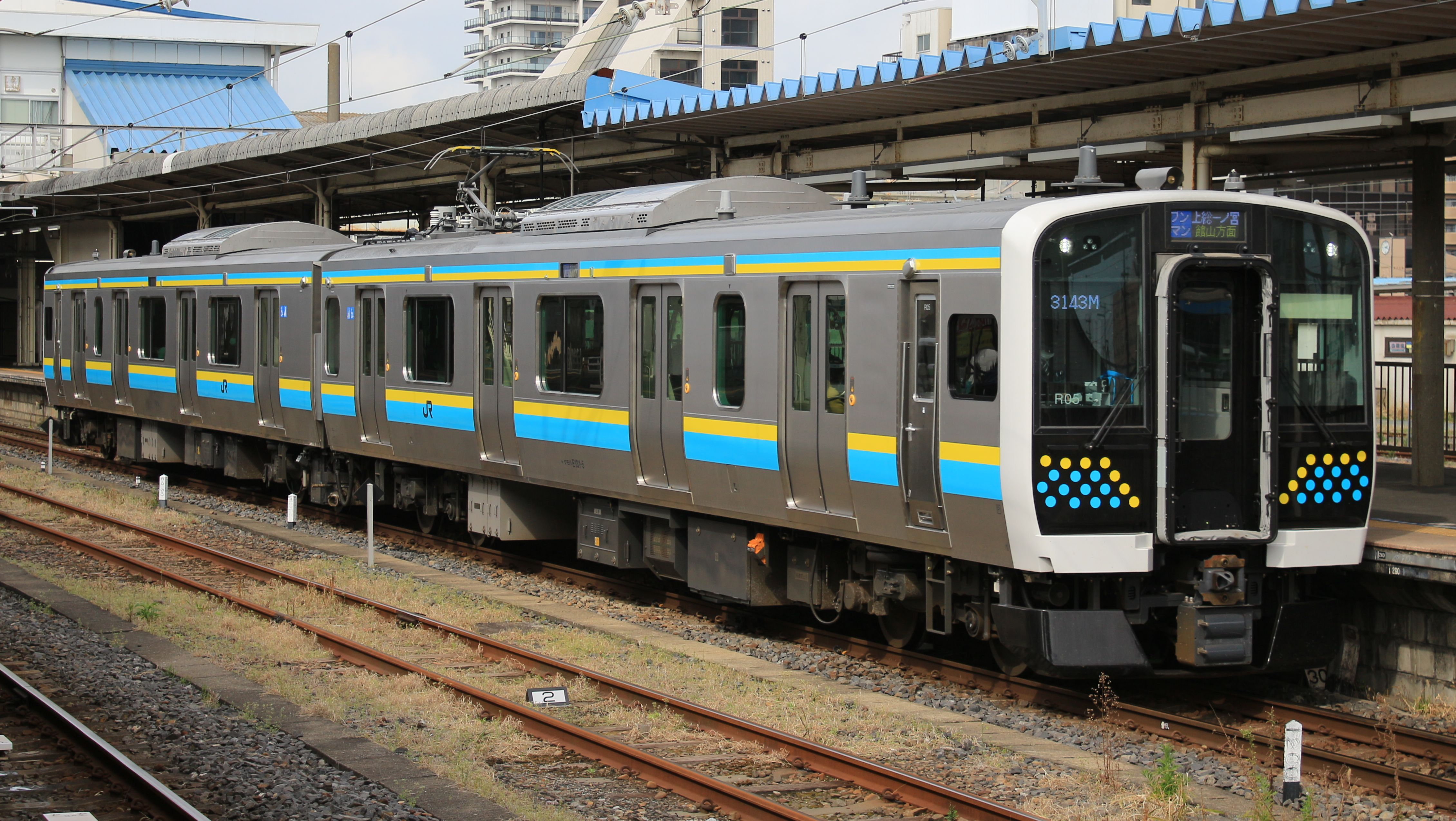
Série E131
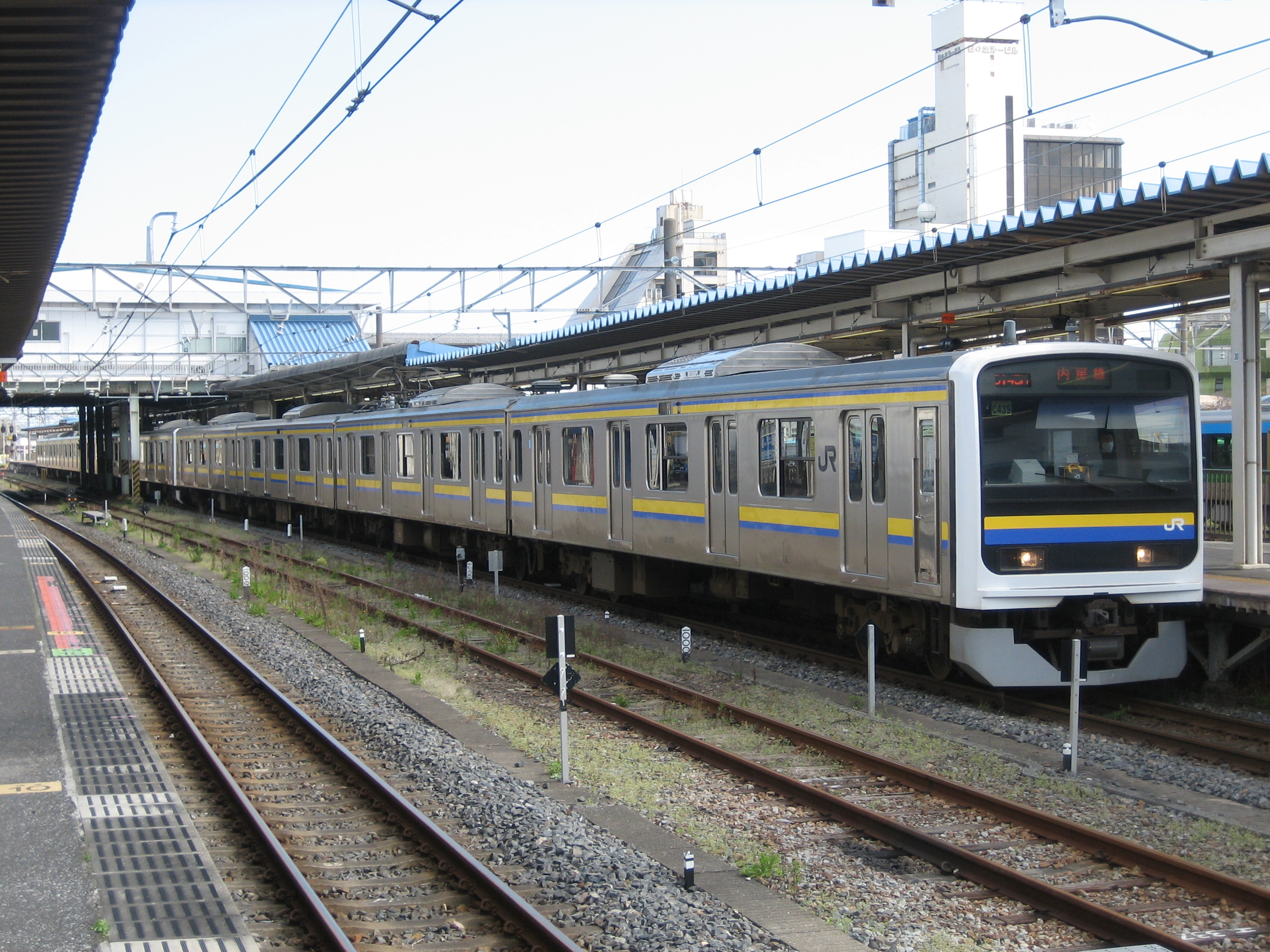
Série 209
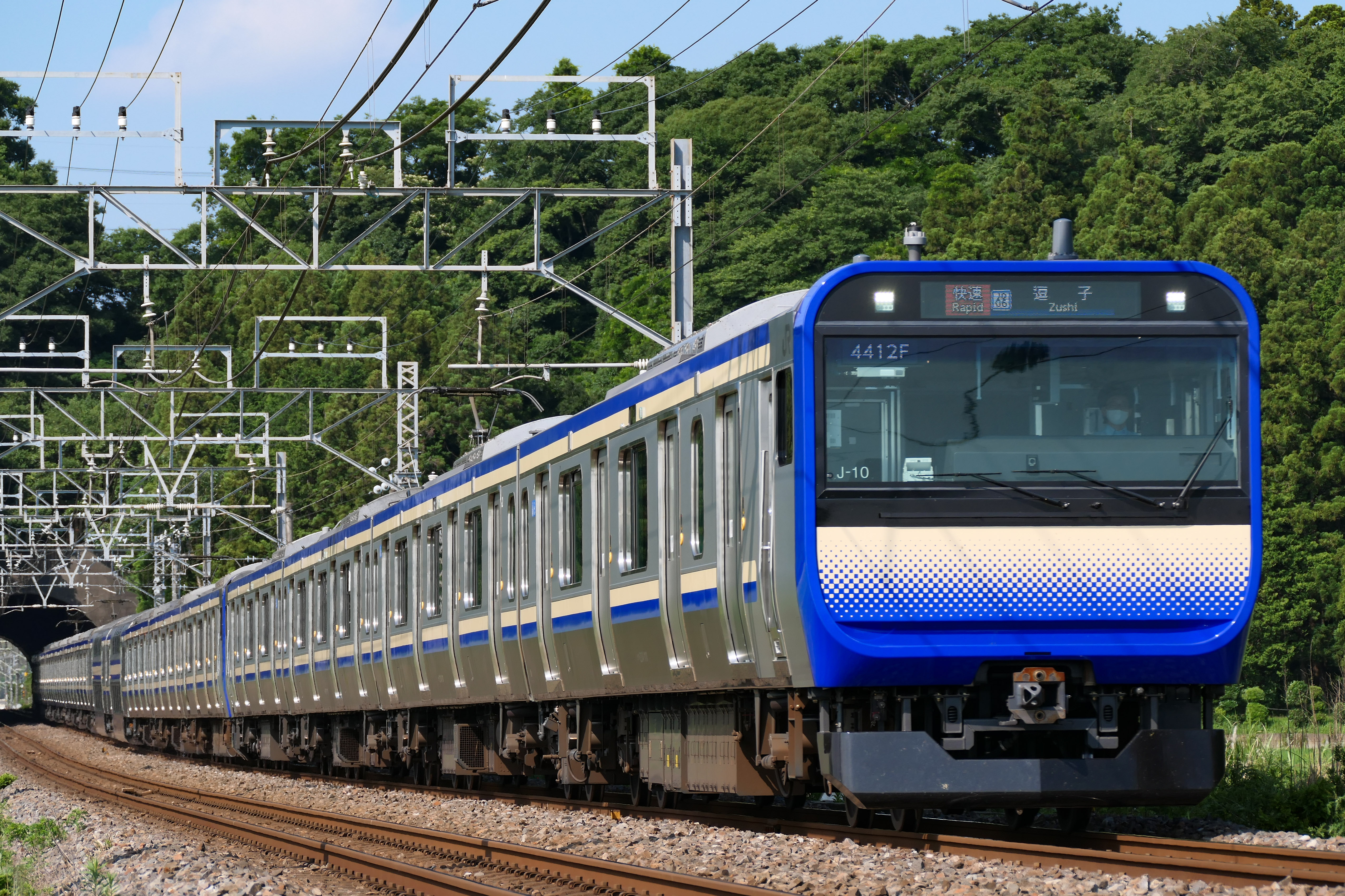
Série E235-1000 (services avec la ligne Sōbu)
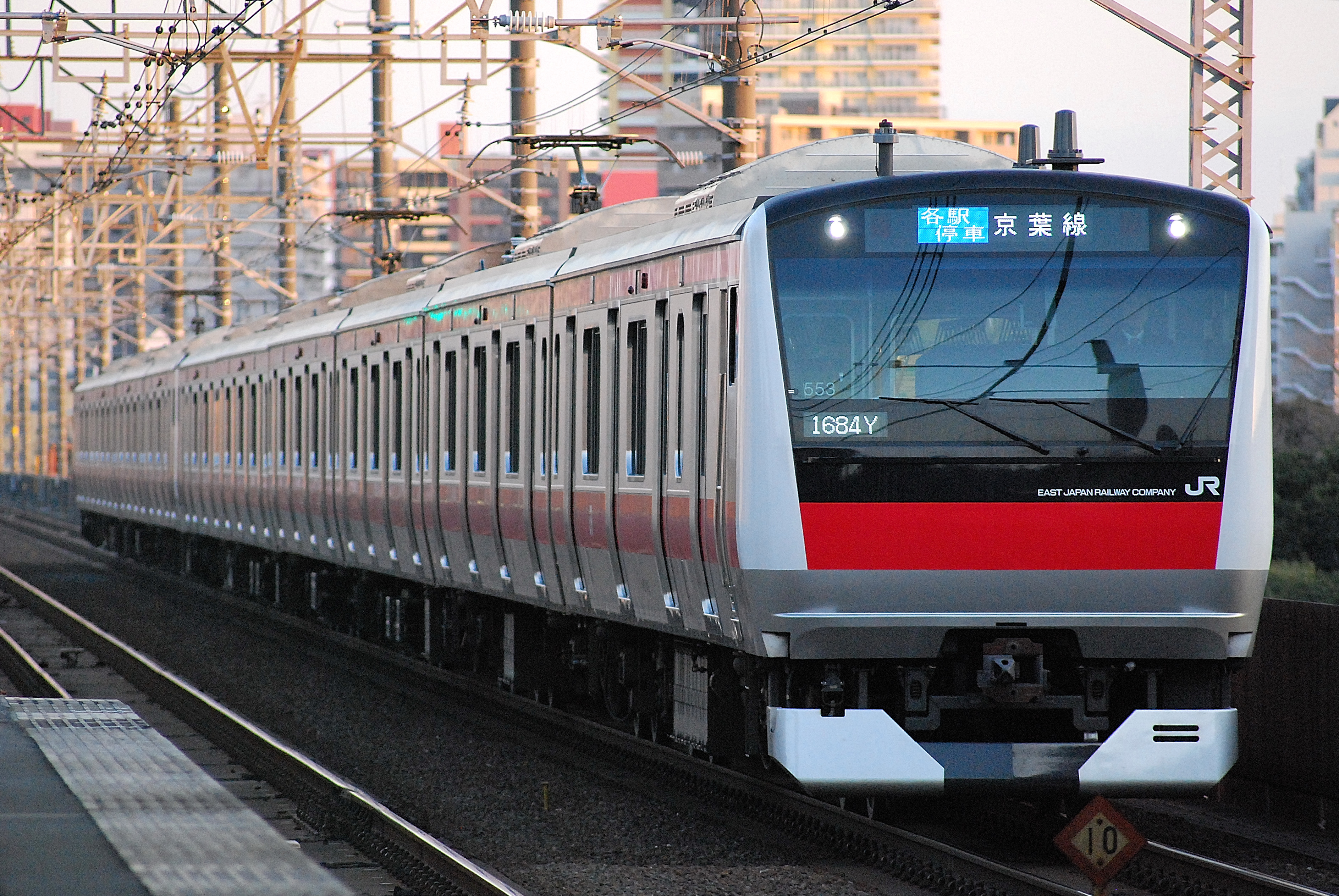
Série E233-5000 (services avec la ligne Keiyō)